# Corbulella
Corbulella is een mosdiertjesgeslacht uit de familie van de Calloporidae en de orde Cheilostomatida. De wetenschappelijke naam ervan is in 1984 voor het eerst geldig gepubliceerd door Gordon.

## Soorten
- Corbulella aleksandrovae Gontar, 2011
- Corbulella bermudae (d'Hondt & Schopf, 1985)
- Corbulella boninensis (Silén, 1941)
- Corbulella corbula (Hincks, 1880)
- Corbulella fossa (Uttley, 1951)
- Corbulella gibba Gordon, 1986
- Corbulella laguncula (Liu, 1991)
- Corbulella maderensis (Waters, 1898)
- Corbulella spinosissima Gordon, 1984
- Corbulella translucens Harmer, 1926

Niet geaccepteerde soorten:
- Corbulella extenuata Dick, Tilbrook & Mawatari, 2006 → Crassimarginatella extenuata (Dick, Tilbrook & Mawatari, 2006)